# Ionut Caras
Caras Ionut (v rumunštině Ionuț Caraș) je rumunský fotograf a umělec, který se věnuje manipulované fotografii v surrealistickém stylu.

## Život a dílo
Ve Photoshopu digitálně sestavuje surrealistické krajiny a portréty. Ve své tvorbě používá vlastní fotografie, které vhodným způsobem do sebe vkládá, komponuje a barevně upravuje. V jeho snových dílech tak vznikají fyzikálně nemožné scény, jako například holčička, která visí na houpačce stovky metrů nad zemí, slon jedoucí na kole, holčička vezoucí se na hřbetu obrovské ryby a podobně. Ionut často do svých obrazů vkládá člověka. Často jsou to malé děti, ale také lidé zvláštním nezapadající do standardní společnosti. Tuláci, žebráci, komedianti a podobně. Jejich obraz ještě umocní temnou krajinou se starými stromy, temnou oblohou, mlhou, horskou krajinou nebo deštivým počasím. Často se v jeho tvorbě opakuje prvek deštníku, lodí, vody, skály nebo ptáků (například havran). 
Ionut inspiraci pro svá díla čerpá v noci ze svých snů, z barev podzimu a zimy. Pracuje jako profesionální fotograf a retoucher, nabízí kurzy a výukové programy pro ty, kteří se chtějí naučit, jak s fotografií digitálně manipulovat.
Jak dlouho zabere produkce jedné fotografie? Do této doby se může počítat čas vymýšlení fotografie a hledání vhodných snímků v autorově archivu, jelikož ke své tvorbě používá pouze své fotografie, nikoliv z fotobanky. Hledání vhodného konkrétního prvku může být opravdu zdlouhavé. Některé prvky jdou velmi těžko vyjmout z obrázku, protože většinou nejsou nasnímány ve fotografickém studiu, takže oddělení pozadí může být skutečný problém. Dříve trávil Caras například 6 až 7 hodin jen extrahováním plotu z obrázku, záleží na situaci, ale průměrná doba úpravy jedné fotografie je asi 3/4 hodiny. Na jeho fotografiích se často objevuje mladé děvčátko. Většinou se jedná o autorovu dceru. Protože je velmi krásná, velmi expresivní a má ji kolem sebe každý den. V případě, kdy se řeší model release, hodně mu to pomůže a není s tím žádný problém.
Caras většinou nevytváří fotografie pro zábavu nebo pro fotobanky. Obvykle pracuje na obrázcích, které najdou uplatnění na obálkách knih, velkoformátové tisky nebo reklamy na přání zákazníka. Někdy vyprodukuje vlastní umělecká díla, ale používá je pouze na svých internetových stránkách, nikoliv na veřejných fotobankách.
K pořizování fotografií používá Ionut Caras celou řadu fotoaparátů a objektivů. Nejpoužívanější je však fotoaparát Nikon D600, objektiv 28-300 mm nebo 16-35 mm. Rozlišení 24 megapixelů Nikonu D600 je dostačující pro technicky kvalitní reklamní fotografie. Objektiv 28 - 300 mm používá Caras jako ideální pro zachycení téměř všech druhů objektů, lidí, nábytku, staveb, stromů, atd. Objektiv 16-35 mm používá především pro první plán, pozadí, krajiny, interiéry nebo to, co je příliš široké a bylo by nemožné zachytit objektivem 28 mm nebo vyšším.

## Klienti
Celá řada jeho snímků byla použita na obaly knih, audio cd, reklamy bank, podklady internetových stránek, lokálních publikací, tisků a celé řady dalších využití. Mezi jeho některé klienty nebo vydavatele patří například: 
Stephen King, Graham Hnatiuk, Penguin Random House Grupo Editorial, Palas Iasi, Fiterman Pharma, Allen Teng, Hellen Poter, Sofia, Iulius Management Center S.R.L., SCC Services Romania S.R.L., Egros Trade S.R.L. GABRIELA BALAJ, David Lawrence, B4B Development, Miriam Guensberg,
Good housekeeping, Django Productions - Edinburgh, Barbara Kingsolve, Coolminds BV, Lawrence J. Whritenour JR, Editions "Actes Sud" ,
Tobias Rickardson & Bokeh Konstfoto CO, Victoria Mahu Choffel, Amber Wang, Angela Mary Butler, Anna Bower, Roynon Mallory, Robert Mijdendorp,
Pascale Granger, Paolo Conselvan, Osvaldo Esposito, NAPIER Gordon, Miriam Guensberg, Mesude Bülbül, Lopez Joana, Katerina Kuznetsova,
Hugh Fullerton-Smith, Beijing Artron Art Photo Co., Ltd, Bryn Roberts, CEDRIC KERVICHE, Charlotte Wellings, Chris McMahon, Daniel Derschh,
Daniel Oster, Dejeu Viorel, Jose Luis Samayoa, Kathleen Laraia McLaughlin, Lidia Cojocaru, Lucy Lanzhou, Michael Pekasa, MSM, Osvaldo Esposito,
Patrick Kuhn, Pavit Lamba, Philip Zhang, Samuel Vesa, Simona Zugni, Soo Nee Chiong, Sverre Knut Johansen, Trevillion Images, Yogesh Vaidya,
We DEMAIN, Silvia Chiteala a Silvia ALTERIO.

## Výstavy a ocenění
- Výstava v Art Galleries UAIC, Iasi
- Výstava v Moldova Mall, Iasi
- Workshop Photoshop & Conceptual, Constanta únor 2015
- Workshop Arta Digitala, Indonésie, Jakarta, červen 2013
- Individuální výstava Palas Mall, Iasi
- FESTIVALUL DE FOTOGRAFIE - SECVENȚE - 05/07 2014[2]
- Zlatá medaile TRIERENBERG-SUPER-CIRCUIT & SPECIAL THEMES CIRCUIT 2013[3]
- Zlatá medaile TRIERENBERG-SUPER-CIRCUIT & SPECIAL THEMES CIRCUIT 2012[4]
- Charity act Association for Child & Family Empowerment - AVE Children - Moldova
- Pixoto Members zvolilo fotografii Ionuta Carase v kategorii DigitalArt jako nejlepší za rok 2012
- Part of Jury, Liga Interagrupacion